# Dummie de Mummie (film)
Dummie de Mummie is een Nederlandse jeugdfilm uit 2014 van Pim van Hoeve met Roeland Fernhout, Julian Ras, Ton Kas en Yahya Gaier over een mummie die plotseling tot leven komt en door het leven gaat als een neef van Goos Guts die ernstige brandwonden heeft en daarom in het verband zit. De film is gebaseerd op de Dummie de Mummie boekenserie van Tosca Menten.

## Verhaal
Een mummie wordt door de bliksem geraakt en komt tot leven. Hij komt terecht bij Goos en diens vader Klaas Guts (Goos' moeder is overleden), waar hij vrienden wordt met Goos. Ze doen tegenover de buitenwereld of Dummie verbrand is (maar geen pijn meer heeft) en daarom helemaal in het verband zit. Dummie gaat ook met Goos naar school.
Dummie draagt altijd een scarabee. Op een dag verliest hij die op school, en Anna-Lies, een meisje dat hem vaak pest, vindt hem en houdt hem. Door de magische werking van de scarabee heeft dit tot gevolg dat zowel Dummie als Anna-Lies ernstig ziek wordt. Nadat de scarabee terug is, als Dummie al dood lijkt, herstellen ze beide weer snel.

## Rolverdeling
| Acteur              | Personage       | Opmerkingen         |
| ------------------- | --------------- | ------------------- |
| Julian Ras          | Goos Guts       |                     |
| Yahya Gaier         | Dummie          |                     |
| Roeland Fernhout    | Klaas Guts      | vader van Goos      |
| Ton Kas             | Meester Krabbel | leraar van Goos     |
| Jennifer Hoffman    | Juffrouw Friek  | hoofd van de school |
| Sophie Cohen        | Anna-Lies       |                     |
| Naomi Tarenskeen    | Lissy           |                     |
| Noah de Nooij       | Ebbie           |                     |
| Nhung Dam           | Postbode        |                     |
| Miryanna van Reeden | Moeder          |                     |
| Ian Bok             | Vader           |                     |
| Mike Weerts         | Suppoost        |                     |
| Bert Hana           | Suppoost        |                     |
| Hassan Oumhamed     | Chauffeur       |                     |
| Nan Reunis          | Moeder Goos     |                     |